# 예감은 틀리지 않는다
《예감은 틀리지 않는다》(영어: The Sense of an Ending)는 줄리언 반스의 2011년 장편소설이다. 파란만장한 삶을 산 은퇴 노인 토니 웹스터를 주인공으로 그의 기억과 삶의 진실을 찾는 이야기이다. 대한민국에는 다산책방에서 최세희 번역으로 출간되었다. 2011년 맨부커상을 수상하였다. 2017년 리테시 바트라 연출, 짐 브로드벤트 주연의 동명 영화로 만들어졌다.